# Chiesa dei Santi Pietro e Paolo (Collesalvetti)
La chiesa dei Santi Pietro e Paolo è un edificio sacro che si trova a Colognole, frazione del comune di Collesalvetti.

## Storia e descrizione
Di origine settecentesca, ha pianta a croce latina ed è sormontato sul lato destro da un campanile con quattro finestre e guglia terminale. La facciata riunisce in maniera inconsueta sia la porta d'ingresso alla chiesa sia quella dell'oratorio della Santa Vergine del Rosario, dove si riuniva una confraternita devozionale. Nell'abside è conservato un dipinto con San Pietro e san Paolo di pregevole fattura.
L'oggetto di maggior pregio artistico della chiesa è l'organo datato tra la fine del Cinquecento e la prima metà del Seicento. Di probabile committenza granducale - in quanto destinato a sostenere ampi gruppi vocali e strumentali - l'organo venne acquistato per questa chiesa nel 1809.